# Österbymo missionskyrka
Österbymo missionskyrka är en kyrkobyggnad i Österbymo. Kyrkan tillhör Österbymo missionsförsamling (Svenska Missionsförbundet) som numera är en del av Equmeniakyrkan.

## Orgel
Den nuvarande orgeln flyttades hit 1957 av Nils Annmo, Taberg från Karlskoga missionskyrka. Orgeln är pneumatisk och byggd av Alfred Fehrling, Stockholm. Den har fyra fasta kombinationer.
| Manual I      | 'Manual II     | Pedal      | Koppel    |
| Principal 8'  | Gedackt 8'     | Subbas 16' | I/P       |
| Flöjt 8'      | Salicional 8'  | Flöjt 8'   | II/P      |
| Flöjt 4'      | Gemshorn 4'    | Flöjt 4'   | I 4'/I    |
| Gedackt 4'    | Blockflöjt 2'  |            | II 16'/I  |
| Oktava 2'     | Larigot 1 1⁄3' |            | II 16'/II |
| Mixtur 3 chor |                |            |           |